# Arnold Palmer
Arnold Daniel Palmer (10 de setembro de 1929 - 25 de setembro de 2016) foi um jogador de golfe norte-americano. É considerado como um dos maiores jogadores da história do golfe profissional masculino.
Palmer ganhou inúmeros títulos, tanto no PGA Tour como no Champions Tour. Apelidado de "The King", ele é uma das estrelas mais populares do golfe. Ele é parte do "The Big Three" de golfe junto com Jack Nicklaus e Gary Player, que são amplamente creditados como pioneiros na popularização e comercialização desse esporte ao redor do mundo.
Morreu em 25 de setembro de 2016, aos 87 anos, devido à problemas cardíacos.